# 迪克森山
53°0′S 73°17′E / 53.000°S 73.283°E
迪克森山（英語：Mount Dixon），是南極洲的山峰，位於澳大利亞海外領地赫德島，處於安扎克峰以西1.3公里的勞倫斯半島，海拔高度705米，在1860年由美國的捕海豹船長劃入地圖。